# Hermann Schreiber
Hermann Schreiber (Wiener Neustadt, 4 maggio 1920 – Monaco di Baviera, 4 maggio 2014) è stato uno storico e scrittore austriaco.

## Biografia
Hermann Schreiber era figlio di un libraio. Ha studiato Germanistica, filosofia ed estetica a Vienna dove ha ricevuto il suo dottorato di ricerca nel 1944. Dopo la fine della seconda guerra mondiale, lavorò prima come docente ed editore per le riviste Plan e Österreichisches Tagebuch, poi come caporedattore di Intellectual France e partner di una casa editrice. Dal 1948 al 1954 Schreiber fu anche rappresentante viennese e agente letterario del Daily Mirror.
Dal 1949 ha lavorato anche come scrittore freelance. Nel 1951 esce il suo primo romanzo. Da allora ha scritto oltre 100 romanzi, saggi, racconti e libri di saggistica, alcuni con gli pseudonimi di Ludwig Bühnau, Ludwig Berneck, Ludwig Barring e Lujo Bassermann. Schreiber divenne noto a un vasto pubblico di lettori principalmente attraverso i suoi popolari lavori scientifici su soggetti storici e persone, molti dei quali divennero bestseller. Ha anche scritto biografie (tra cui Augusto il forte), storie di paesi (Storia della Scozia) e antologie (Il nuovo mondo) nonché trattati storici generali (Gli Unni). Nel 2000, le memorie di Schreiber sono state pubblicate con il titolo Books, Women, Books.
Ha anche lavorato come traduttore di letteratura in lingua francese, ad es. di Georges Simenon.
Hermann Schreiber era il fratello dello scrittore Georg Schreiber, con il quale scrisse anche numerosi libri.